# Elyose
Elyose ist eine 2009 gegründete Alternative-Metal-Band aus Paris.

## Geschichte
Elyose wurde von Ghislain Henry und Justine Daaé, die zuvor als Sängerin von Grey November agierte, 2009 gegründet. Im selben Jahr erschien ihre erste EP Théogine. Ein Jahr später wurde eine Coverversion von Diva Dance veröffentlicht.
Die Produktion und die Aufnahmen der Alben finanziert die Band durch Crowdfunding-Kampagnen der Internetseite Indiegogo. Das erste Album der Band, welches denselben Namen wie die EP besitzt, wurde 2012 veröffentlicht. Für ihr Album Ipso Facto, welches 2015 veröffentlicht wurde, brachte sie so 8.000 Euro auf. Nach dem Erfolg des Albums wurde die Produktion des dritten Studioalbums mit Gästen wie Mark Jansen, Epica und Raf Pener (T.A.N.K.) angegangen. Im September 2017 erreichte Elyoses erstes Musikvideo Redemption 1.000.000 Aufrufe auf Youtube während sie sich auf eine Europatour mit The Birthday Massacre und Sirenia vorbereiteten.
Nach Auftritten als Vorgruppe für Therion 2012, Tarja Turunen 2014 und Stream of Passion 2015 traten Elyose erstmals selbstständig in Paris auf. Ihr drittes Album Reconnexion erschien am 27. September 2018.

## Stil
Elyose spielt Alternative- und Nu-Metal mit Elementen der elektronischen Musik.
Die Texte werden hauptsächlich auf französisch gesungen.

## Diskografie
Studioalben
- 2012: Théogyne
- 2015: Ipso Facto
- 2018: Reconnexion
- 2023: Déviante

Livealben
- 2020: Live In Paris

EPs
- 2009: Théogyne
- 2021: Persona